# Patrick Wilson
Patrick Joseph Wilson, född 3 juli 1973 i Norfolk i Virginia, är en amerikansk skådespelare, musikalartist, regissör och sångare. Han blev både Emmy- och Golden Globe-nominerad 2004 för sin roll som Joe Pitt i miniserien Angels in America.

## Biografi
Patrick Wilson inledde sin karriär 1995, som inhoppare i rollen som Chris Scott i en turnérande teaterproduktion av Miss Saigon. År 2000 hade han sin första huvudroll på Broadway i musikalen Allt eller inget, en musikal som gav honom en Tony-nominering. Han skulle år 2002 få en till nominering för sin insats i musikalen Oklahoma! Samtidig hade han spelat in filmen My Sister's Wedding som aldrig blev släppt. Hans filmdebut skulle därför komma att bli The Alamo 2004. Men innan dess hann han med att spela Joe Pitt i HBO-serien Angels in America till vilken han blev nominerad för en Golden Globe och en Emmy Award.
2004 var Wilson även med i filmatiseringen av Fantomen på Operan i rollen som Viscount Raoul de Chagny vilket introducerade honom för en bredare publik. 2009 var han med i Watchmen som anti-hjälten Night Owl II. 
Wilsons stora genombrott skedde som Agent Lynch i The A-Team från 2010. Samma år fick han även huvudrollen i skräckfilmen Insidious. Han återvände till rollen i Insidious: Chapter 2 2013. Samma år spelade han också Ed Warren i The Conjuring som även det var en skräckfilm. Filmen blev kritikerrosad och den mest framgångsrika skräckfilmen genom tiderna. Han skulle återvända i rollen i 2 uppföljare och några andra filmer som tillhör samma universum.
2015 syntes Wilson i TV-serien Fargo där han blev nominerad till en Golden Globe för bästa manliga skådespelare. Han hade det året också fått en roll i Ant-man men var tvungen att hoppa av på grund av inspelningsschemat krockade med Bone Tomahawk.
2018 fick han göra en annan superhjältefilm, nämligen Aquaman där han spelade Orm Marius. En roll han återvände till 2023 i Aquaman and the Lost Kingdom. Han har också medverkat i The Founder, The Cummuter, Midway och en tredje film i Insidious-serien.

## Filmografi (i urval)

### Film
| År   | Titel                                  | Roll                       | Notering        |
| ---- | -------------------------------------- | -------------------------- | --------------- |
| 2001 | My Sister's Wedding                    | Quinn                      | Släpptes aldrig |
| 2004 | The Alamo                              | William B. Travis          |                 |
| 2004 | Fantomen på Operan                     | Viscount Raoul de Chagny   |                 |
| 2005 | Hard Candy                             | Jeff Kohlver               |                 |
| 2006 | Little Children                        | Brad Adamson               |                 |
| 2006 | Det är nåt som inte stämmer            | Michael Shephard           |                 |
| 2007 | Purple Violets                         | Brian Callahan             |                 |
| 2007 | Evening                                | Harris Arden               |                 |
| 2008 | Life in Flight                         | Will Sargent               |                 |
| 2008 | Lakeview Terrace                       | Chris Mattson              |                 |
| 2008 | Passengers                             | Eric Clark                 |                 |
| 2009 | Watchmen                               | Dan Dreiberg / Nite Owl II |                 |
| 2010 | The A-Team                             | Agent Lynch                |                 |
| 2010 | Pappa på burk                          | Roland Nilson              |                 |
| 2010 | Insidious                              | Josh Lambert               |                 |
| 2010 | Morning Glory                          | Adam Bennett               |                 |
| 2011 | The Ledge                              | Joe Harris                 |                 |
| 2011 | Young Adult                            | Buddy Slade                |                 |
| 2012 | Prometheus                             | Mr. Shaw                   |                 |
| 2013 | The Conjuring                          | Ed Warren                  |                 |
| 2013 | Insidious: Chapter 2                   | Josh Lambert               |                 |
| 2014 | Space Station 76                       | Glenn Terry                |                 |
| 2014 | Stretch                                | Kevin Brzyzowski           |                 |
| 2014 | Big Stone Gap                          | Jack MacChesney            |                 |
| 2014 | Let's Kill Ward's Wife                 | David                      | Även producent  |
| 2015 | Bone Tomahawk                          | Arthur O'Dwyer             |                 |
| 2016 | Batman v Superman: Dawn of Justice     | Presidenten                | Röstroll, cameo |
| 2016 | The Conjuring 2                        | Ed Warren                  |                 |
| 2016 | The Founder                            | Rollie Smith               |                 |
| 2018 | The Commuter                           | Alex Murphy                |                 |
| 2018 | Aquaman                                | Orm Marius                 |                 |
| 2019 | Annabelle Comes Home                   | Ed Warren                  |                 |
| 2019 | The Assistant                          | Känd skådespelare          | Cameo           |
| 2019 | Midway                                 | Edwin T. Layton            |                 |
| 2021 | The Conjuring: The Devil Made Me Do It | Ed Warren                  |                 |
| 2022 | Moonfall                               | Brian Harper               |                 |
| 2023 | Insidious: The Red Door                | Josh Lambert               | Även regissör   |
| 2023 | The Nun 2                              | Ed Warren                  | Cameo           |
| 2023 | Aquaman and the Lost Kingdom           | Orm Marius                 |                 |

### TV
| År        | Titel             | Roll             | Notering                                               |
| --------- | ----------------- | ---------------- | ------------------------------------------------------ |
| 2003      | Angels in America | Joe Pitt         | 6 avsnitt                                              |
| 2009      | American Dad!     | Jim              | Röstroll, Avsnitt: "Wife Insurance"                    |
| 2011-2012 | A Gifted Man      | Dr. Michael Holt | 13 avsnitt                                             |
| 2013-2017 | Girls             | Joshua           | 2 avsnitt                                              |
| 2015      | Fargo             | Lou Solverson    | 10 avsnitt                                             |
| 2019      | The Other Two     | Sig Själv        | 1 avsnitt                                              |
| 2022      | Teen Titans Go!   | Sig själv        | Röstroll, Avsnitt: "365!"                              |
| 2022      | Little Demon      | Everette         | Röstroll, Avsnitt: "Everybody's Dying for the Weekend" |

### Teater
| År        | Titel                   | Roll           | Notering         |
| --------- | ----------------------- | -------------- | ---------------- |
| 1995      | The Secret Garden       | Löjtnant Shaw  | Lokal            |
| 1995      | Miss Saigon             | Chris Scott    | Inhoppare, turné |
| 1996      | Carousel                | Billy Bigelow  | Turné            |
| 1997      | Harmony                 | Erwin Bootz    | Lokal            |
| 1999      | Bright Lights, Big City | Jamie Conway   | Off-Broadway     |
| 2000      | Tenderloin              | Tommy Howatt   | Off-Broadway     |
| 2000-2001 | Allt eller inget        | Jerry Lukowski | Broadway         |
| 2002      | Oklahoma!               | Curly McLain   | Broadway         |
| 2006      | Barefoot in the Park    | Paul Bratter   | Broadway         |
| 2008-2009 | All My Sons             | Chris Keller   | Broadway         |
| 2017      | Brigadoon               | Tommy Albright | Off-Broadway     |
| 2023      | Gutenberg! The Musical! | Producent      | Broadway         |